# Résolution 1321 du Conseil de sécurité des Nations unies
Membres permanents
- Chine
- États-Unis
- France
- Royaume-Uni
- Russie

Membres non permanents
- Argentine
- Bangladesh
- Canada
- Jamaïque
- Malaisie
- Mali
- Namibie
- Pays-Bas
- Tunisie
- Ukraine

Résolution no 1320 Résolution no 1322
La Résolution 1321 du Conseil de sécurité des Nations unies fut adoptée à l'unanimité le 20 septembre 2000. Après avoir rappelé les résolutions précédentes sur la Sierra Leone, le Conseil a prorogé le mandat de la Mission des Nations unies en Sierra Leone (MINUSIL) jusqu'au 31 décembre 2000.
En prorogeant le mandat de la MINUSIL, le Conseil a également décidé de réexaminer la situation avant le 31 octobre 2000. Le Secrétaire général Kofi Annan, dans son sixième rapport sur la Sierra Leone, a recommandé une prolongation de six mois du mandat de la MINUSIL et une augmentation de sa composante militaire à 20 500 hommes et 260 observateurs militaires.